# Antónovka (Primórie)
|  | Per a altres significats, vegeu «Antónovka». |

Antónovka (en rus: Антоновка) és un poble del krai de Primórie, a l'Extrem Orient de Rússia, que en el cens del 2010 tenia 202 habitants.